# Intimo (film)
io intimo (titoli testa tutto minuscolo e titoli coda tutto maiuscolo) è un film del 1988, diretto da Bob J. Ross (alias Beppe Cino).

## Trama
Tea, ragazza gradevole e vistosa, alterna il suo lavoro di cameriera in un bar con quello di modella in sfilate di biancheria intima, che sono un pretesto per esibizioni osées. Una sera è aggredita da Karl, che la circuisce con parole esaltate sull'amore, sul sesso e con proposte di natura erotica. Si ritroverà davanti l'uomo a più riprese, spesso con promesse allettanti alternate a comportamenti curiosamente rinunciatari e stravaganti, ma sempre conditi da una verbalità triviale. 
 All'invasato Karl si aggiunge anche la suggestione erotica esercitata su di lei dal portiere dell'albergo, ugualmente animato da un'insana passione, dove alloggia Karl. 
 Infine, al cessare di tutto questo nella vita di Tea, lei potrà ritornare più esperta dal suo ragazzo Philippe, anche se nella memoria e nella carne le rimarranno indelebili i ricordi delle follie sessuali compiute con i due uomini.